# Карім Зіяні
Карі́м Зіяні́ (араб. كريم زياني; нар. 17 квітня 1982, Севр, Франція) — алжирський футболіст. Гравець німецького «Орлеана» та національної збірної Алжиру.

## Досягнення

### Командні
- Володар Кубка Франції: 2006-07
- Володар Кубка зірок Катару: 2012-13

### Особисті
- Найкращий гравець Ligue 2: 2006
- Найкращий футболіст Алжиру (за версією DZFoot): 2004, 2005, 2006
- Algerian Ballon d’Or: 2006, 2007
- Потрапляння в символічну збірну Кубку африканських націй: 2004